# The Karelian Isthmus
The Karelian Isthmus es el álbum debut de la banda de Amorphis. El álbum cuenta con fuertes death grunts y sobre todo típico de Death metal con melodías bastante celtas.

## Canciones
1. "Karelia" (Holopainen, Koivusaari) – 0:44
2. "The Gathering" (Holopainen, Koivusaari) – 4:13
3. "Grail's Mysteries" (Holopainen) – 3:02
4. "Warriors Trial" (Holopainen, Koivusaari) – 5:04
5. "Black Embrace" (Holopainen, Koivusaari, Rechberger) – 3:39
6. "Exile of the Sons of Uisliu" (Holopainen) – 3:44
7. "The Lost Name of God" (Holopainen, Koivusaari, Rechberger) – 5:32
8. "The Pilgrimage" (Holopainen, Koivusaari) – 4:38
9. "Misery Path" (Holopainen, Koivusaari, Rechberger) – 4:19
10. "Sign from the North Side" (Holopainen, Koivusaari, Laine) – 4:54
11. "Vulgar Necrolatry" (Ahlroth, Koivusaari) – 4:22
12. "Pilgrimage from Darkness" (*) – 4:32
13. "Black Embrace" (*) – 3:25
14. "Privilege of Evil" (*) – 3:50
15. "Misery Path" (*) – 4:17
16. "Vulgar Necrolatry" (*) – 3:58
17. "Excursing from Existence" (*) – 3:06

- (*) Los Tracks fueron incluidos en el lanzamiento del 2003

- Datos: Q1938021